# Electronic Communication Network
Ein Electronic Communication Network (ECN) ist ein elektronisches Handelssystem eines Fremdanbieters, das an das elektronische System der NASDAQ oder an das einer anderen Börse angeschlossen ist.
Die Bedingungen wurden im Januar 1997 von der United States Securities and Exchange Commission (SEC) festgelegt:
- Die kontinuierliche Verbreitung von Kursinformationen.
- Limit-Book-Management oder kontinuierliche Auktionen.
- Die (automatische) Zusammenführung von Kundenaufträgen und deren Ausführung.

Darüber hinaus muss der Betreiber des ECN zusichern, die besten ihm vorliegenden Market-Maker-Aufträge an das Nasdaq-System weiterzugeben.
Joel Hasbrouck und Gideon Saar unterscheiden ECN, die zur Verbreitung von Quotes verhelfen, von den alternativen Handelssystemen, wo tatsächlich auch Ausführungen geschehen. Sie beobachten, dass im vierten Quartal 1999 schon 11 % aller Ausführungen bzw. 6 % des gesamten Handelsvolumen der NASDAQ allein über das Island ECN abgeschlossen wurden. Damit war es das größte ECN zu dem Zeitpunkt, gefolgt von Instinet.
Infolge der starken Marktzuwächse einiger ECN in den 1990er und frühen 2000er entschieden sich die Betreiber der großen Börsen zu größeren Übernahmen. So wurde das Archipelago ECN 2006 von der NYSE übernommen, während das Island ECN 2005 in die NASDAQ eingegliedert wurde.
Kann die Wertpapierorder im jeweiligen ECN nicht ausgeführt werden, wird sie zum Beispiel an die NASDAQ weitergeleitet. Das erste deutsche ECN war 2001 Tradegate, das elektronische Handelssystem der in Berlin ansässigen Tradegate AG Wertpapierhandelsbank; Tradegate Exchange ist inzwischen eine Wertpapierbörse geworden.

## Liste bekannter ECN
| Symbol | Bezeichnung                |
| ------ | -------------------------- |
| ARCA   | Archipelago ECN            |
| BTRD   | Bloomberg TradeBook ECN    |
| BRUT   | The Brass Utility ECN      |
| CHIX   | Chi-X ECN                  |
| INCA   | Instinet ECN               |
| INET   | Inet ECN                   |
| TIQS   | T.I.Q.S. ECN               |
| TLNK   | TradeLink ECN              |
| MBTX   | MB Trading ECN             |
| NTRD   | NexTrade ECN               |
| TRGT   | Tradegate ECN              |
| REDI   | Spear, Leeds & Kellogg ECN |
| DMA    | DMALINK                    |